# 참식나무
참식나무는 난대림 지역에 자라는 상록 교목으로 다 자란 나무의 높이는 15m 정도이다. 잎의 모양은 노색의 타원형으로 8∼18cm이다. 어린 잎은 밑으로 쳐저 황갈색의 털이 나지만 나중에 없어진다. 꽃은 10∼11월에 핀다. 대한민국, 일본, 중화인민공화국, 대만 등에서 자생하고 있다. 영광 불갑사 참식나무 자생북한지는 천연기념물 제112호로 지정되어 있다.

## 쓰임새
잎에서 추출한 에센셜 오일은 염증성 질환 억제에 좋고, 목재는 단단하고 향기가 있어 건축자재로 쓰인다. 또한, 나무의 수형, 봄의 새순, 가을의 꽃, 겨울의 열매가 보기 좋아 공원수, 가로수, 정원수로 가치가 높다.